# Lynn (Alabama)
Lynn – miasto w Stanach Zjednoczonych, w stanie Alabama, w hrabstwie Winston. W roku 2023 miasto zamieszkiwało 618 osób, a gęstość zaludnienia wynosiła 36,4 osoby/km².